# Skoläst (fisk)
Skoläst (Coryphaenoides rupestris) är en djuphavsfisk i familjen skolästfiskar.  

## Utseende
Skolästen har ett stort, trubbigt huvud och en bakåt avsmalnande kropp, som slutar i en lång, smal, svansliknande stjärt. Fjällen är små, analfenan och den låga bakre ryggfenan är mycket långa och hänger samman baktill. Hakan har en kort skäggtöm. Kroppsfärgen är grå till brun med svarta eller brungrå fenor. Längden kan uppgå till 110 cm, men håller sig vanligen kring 80 till 90 cm. Maximal konstaterad vikt är 1,69 kg.

## Vanor
Skolästen är en djuphavsfisk, som under lågvatten uppehåller sig tillsammans med andra artfränder nära botten på ett djup mellan 400 och 1 200 m, undantagsvis ända ner till 2 200 m. Vid högvatten sprids fiskbeståndet och skolästen kan gå upp till 1 000 m ovanför botten. Den lever också i kolonier kring undervattenshöjder i Nordatlanten. Fisken vandrar från djupt vatten under sommaren till grundare vatten under vintern. Skolästen lever av kräftdjur (främst räkor), bläckfiskar och fisk.
Högsta konstaterade ålder är 54 år, men man förmodar att den kan bli över 60 år gammal.

### Fortplantning
Skolästen blir könsmogen vid en ungefärlig längd av 60 cm för honor, 40 cm för hanar, motsvarande en ålder mellan 8 och 16 år. Hanarna leker varje år, honorna endast vartannat. Leken sker från sommaren till senhösten nära mjuk botten på ett djup mellan 600 och 1 400 m. Äggen och ynglen är pelagiska.

## Utbredning
Arten finns i Nordatlanten längs den kanadensiska kusten, kring Grönlands sydspets, runt Island utom nordkusten, längs norska kusten och söderut till Nordafrika. Den går in i Skagerrak och finns på djupt vatten mellan Norge och Sverige. 

## Status
Skolästen fiskas kraftigt i Nordatlanten, vanligtvis med botten- och flyttrål. Det anses allmänt att den är överexploaterad, och trots minskade fiskekvoter är den på tillbakagång. Den sena könsmognaden, långsamma tillväxten och låga fruktsamheten gör den extra känslig. I Sverige är den rödlistad med klassifikationen akut hotad "CR".